# Elecciones al Parlamento Europeo de 2019 (Hungría)
Las elecciones al Parlamento Europeo de 2019 en Hungría se celebraron el 26 de mayo de 2019, con el objetivo de elegir a los 21 miembros de la delegación húngara del Parlamento Europeo. Dado que la ley húngara establece que las elecciones solo pueden realizarse un domingo, la única fecha posible era el 26 de mayo de 2019. En consecuencia, el presidente János Áder anunció el 4 de marzo que la votación se celebraría en esta fecha.
Las elecciones europeas en Hungría se basan en el principio de representación proporcional, a nivel de un distrito electoral único. Solo los partidos políticos registrados pueden enviar listas y deben superar el umbral del 5 % de los votos emitidos para participar en la distribución de escaños, que se lleva a cabo según el método D'Hondt.

## Encuestas de opinión
Resumen gráfico 

## Resultados
| Partido | Partido                                          | Votos     | Votos  | Escaños | Escaños | Escaños   |
| Partido | Partido                                          | Votos     | %      | Escaños | %       | Variación |
| ------- | ------------------------------------------------ | --------- | ------ | ------- | ------- | --------- |
|         | Fidesz-Unión Cívica Húngara – KDNP               | 1 824 220 | 52,56% | 13      | 61,90%  | +1        |
|         | Coalición Democrática                            | 557 081   | 16,05% | 4       | 19,05%  | +2        |
|         | Movimiento Momentum                              | 344 512   | 9,93%  | 2       | 9,52%   | +2        |
|         | Partido Socialista Húngaro – Diálogo por Hungría | 229 551   | 6,61%  | 1       | 4,76%   | -2        |
|         | Movimiento por una Hungría Mejor                 | 220 184   | 6,34%  | 1       | 4,76%   | -2        |
|         | Movimiento Nuestra Patria                        | 114 156   | 3,29%  | 0       | 0%      | -         |
|         | Partido Húngaro del Perro de Dos Colas           | 90 912    | 2,62%  | 0       | 0%      | -         |
|         | La Política Puede Ser Diferente                  | 75 498    | 2,18%  | 0       | 0%      |           |
|         | Partido Obrero Húngaro                           | 14 452    | 0,42%  | 0       | 0%      | -         |
| Total   | Total                                            | 3 470 566 | 100    | 21      | 100     |           |